# Palais Belosselski-Belozerski
Le palais Belosselski-Belozerski (également connu avant la Révolution sous l'appellation de palais Serge, puis de palais de la grande duchesse Elisabeth Fiodorovna, puis de palais Dimitri) est un bâtiment de style néo baroque situé à l'intersection de la rivière Fontanka et de la perspective Nevski à Saint-Pétersbourg en Russie. Le palais peint en mauve est une réplique du Palais Stroganov conçu par Bartolomeo Rastrelli dans les années 1750.

## Historique
À l'origine au XVIIIe siècle le palais était la résidence de la princesse Belosselski-Belozerski. En 1799, elle demanda à l'architecte Fiodor Demertsov de modifier le bâtiment dans le style néoclassique. Après le décès de son fils, la femme de celui-ci hérita du palais et se remaria avec le prince Vassili Kotchoubeï, fils du prince Victor Kotchoubeï.    
On dit que Kotchoubeï souhaitait que son palais rivalise avec le palais Stroganov situé plus bas sur la perspective Nevski et engagea à cet effet Andreï Stackenschneider et David Jensen pour réaliser une réplique de celui-ci. Une fois les modifications réalisées en 1847-1848 avec piano nobile, salle de concert, peintures de Philippe van Loo et chapelle, le palais était devenu un magnifique bâtiment rococo, ce qui incita le grand duc Serge Alexandrovitch à l'acquérir auprès du Prince Constantin Espérovitch Belosselsky Belozersky en 1883 pour en faire sa résidence principale.
Après l'assassinat du grand duc en 1905, sa veuve, la grande-duchesse Elisabeth, prit le voile et céda le palais à son neveu Dimitri Pavlovitch. Durant la Première Guerre mondiale, le palais accueillit l'hôpital anglo-russe. Le prince Dimitri le vendit peu avant la Révolution russe; deux années plus tard, le palais fut nationalisé et devint le siège du soviet régional jusqu'en 1991; il est depuis devenu un centre culturel municipal.
L'intérieur rococo a été fortement endommagé durant la Seconde Guerre mondiale. Il fut restauré en 1954 et accueille maintenant des concerts d'orchestre de chambre pour des petits auditoires.

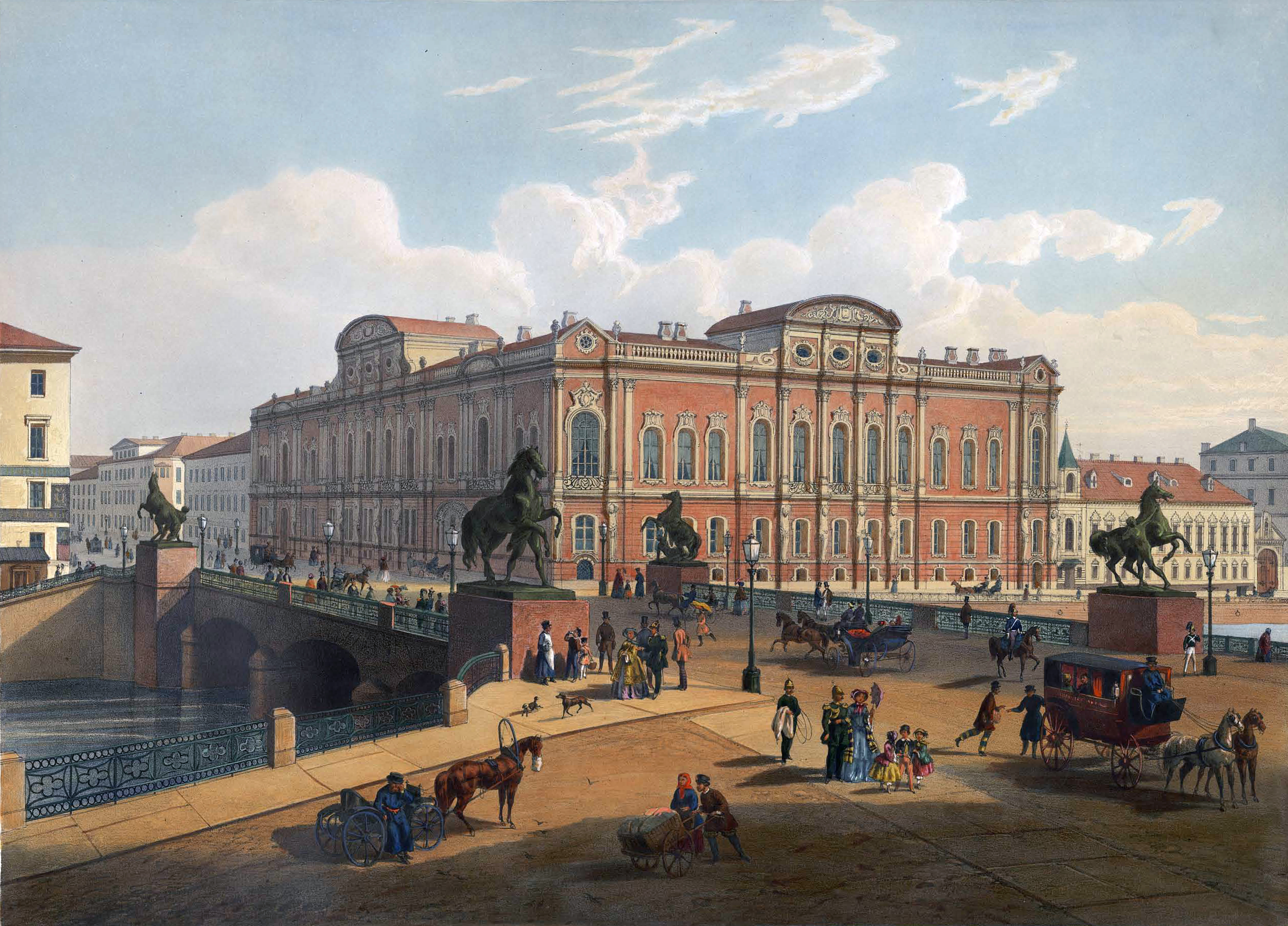
Vue du palais et du Pont Anitchkov autour de 1850
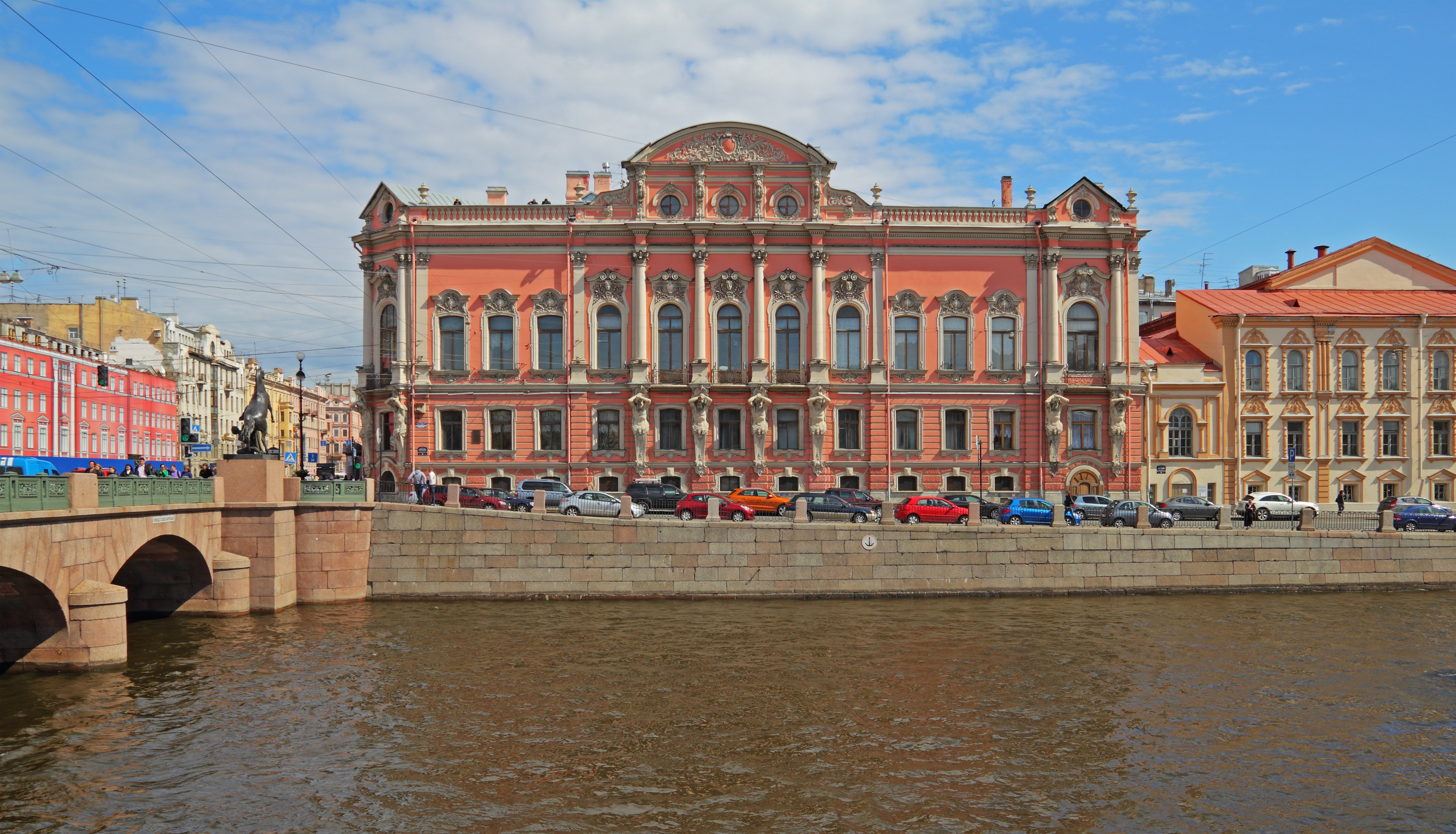
Vue du palais depuis  la rivière Fontanka
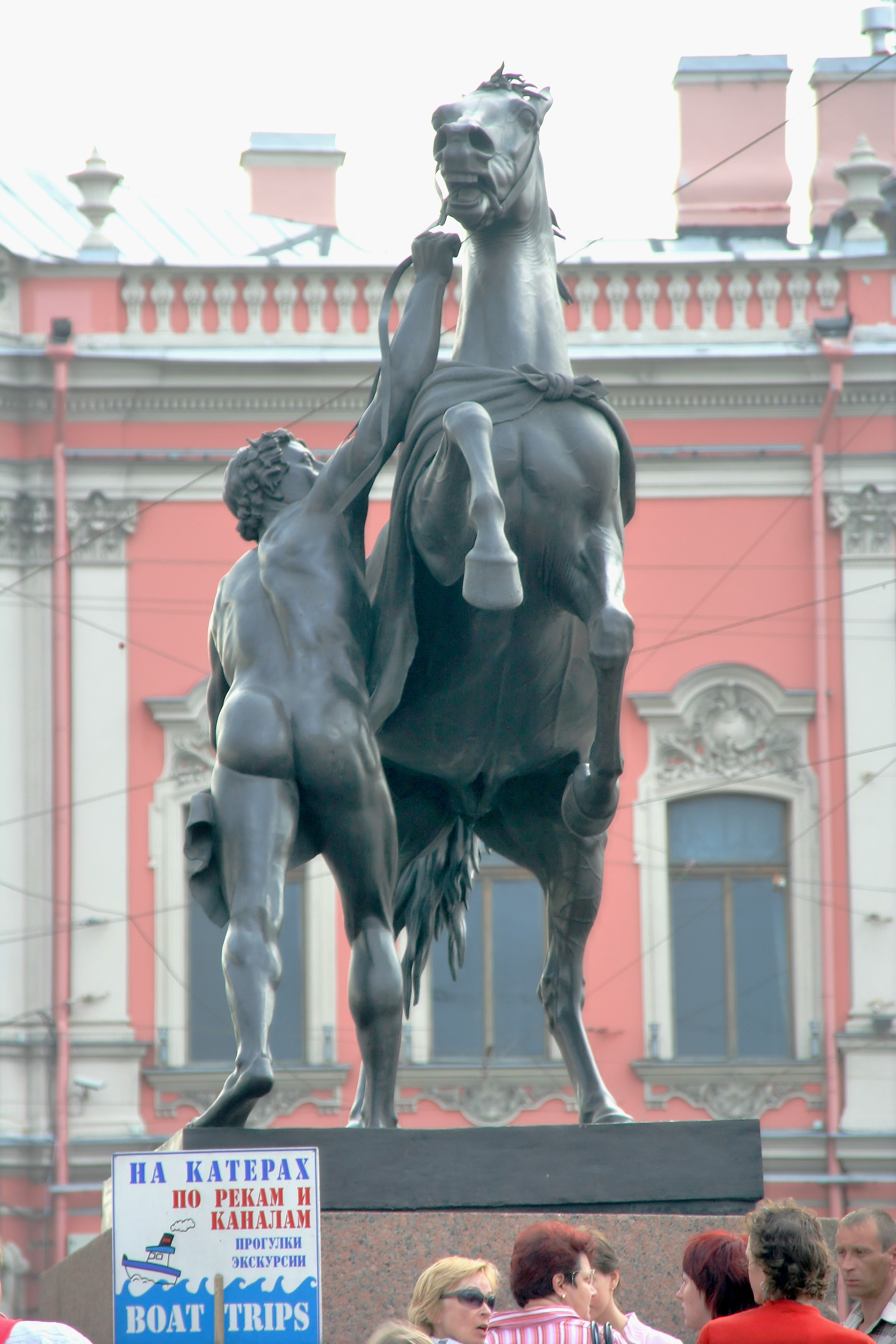
Vue d'un des dompteurs du pont Anitchkov, avec le palais en arrière-plan
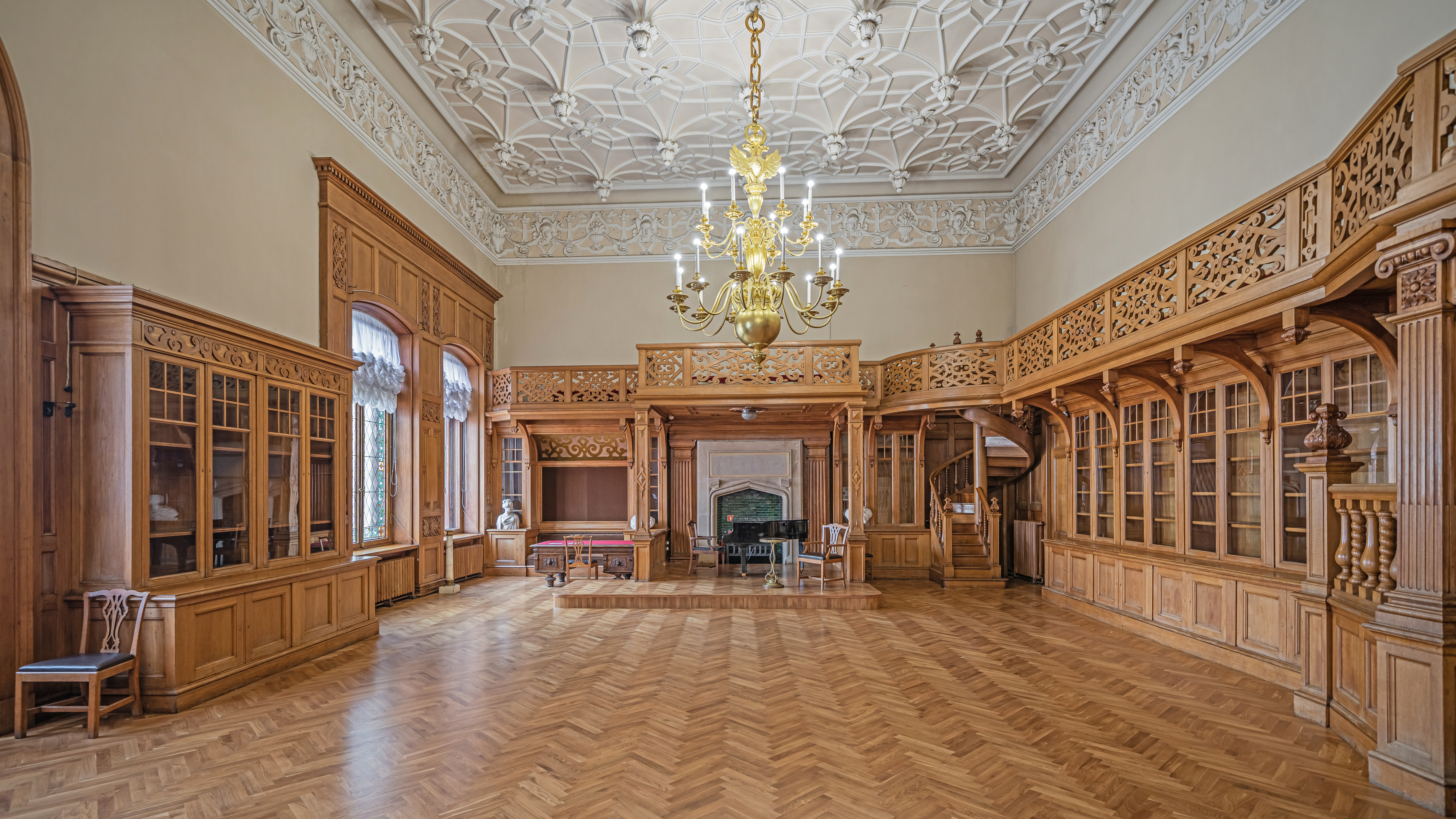
Intérieur du palais